# Miki Kazuma
Kazuma Miki (sinh ngày 5 tháng 8 năm 1977) là một cầu thủ bóng đá người Nhật Bản.

## Sự nghiệp câu lạc bộ
Kazuma Miki đã từng chơi cho Kyoto Purple Sanga.